# Dolmen del Portillo de las Cortes
El dolmen del Portillo de las Cortes es un yacimiento arqueológico, más concretamente una necrópolis, que data del Neolítico (hace unos 6000 años). Está situado cerca de Aguilar de Anguita (Guadalajara, España), en el término municipal de Anguita. 

## Historia
La temprana documentación del dolmen del Portillo de las Cortes es una de las más antiguas referencias científicas para el megalitismo ibérico (1912). Pero el hecho de que su investigador, el marqués de Cerralbo, estuviera más interesado por las tumbas de la Edad del Hierro de la cercana necrópolis del Altillo que por este tipo de hallazgos condicionó la prelación del segundo yacimiento sobre el primero. Eso explica el relegamiento no sólo del dolmen y sus hallazgos, sino de todo un interesante conjunto de materiales asociados a los trabajos de campo del marqués.
En 1970 fue sometido a revisión y publicación. Es, junto a otros dos menos importantes y localizados en un radio de diez kilómetros, los únicos de la zona y de la provincia. En 1980 se realizaron trabajos de consolidación para conservar el dolmen, uno de los escasos existentes en el interior de la Meseta Central y de toda la península ibérica.

## Descripción
Consta de corredor y cámara funeraria, perfectamente diferenciadas, con túmulo de tierra, y cubierta con falsa cúpula formada por aproximación de hiladas. Su ajuar, bastante abundante en el pasado, carece de cerámica y metales. Aparecieron, además de un fragmento de un ídolo, una considerable cantidad cuchillos y puntas de sílex de variada tipología, además de otro gran número de piezas líticas como puntas de flecha y piedras pulimentadas.